# Hess-tétel
A Hess-tétel, avagy a termokémia főtétele kimondja, hogy egy kémiai reakció során az energiaváltozás, illetőleg a reakcióhő nagysága kizárólag attól függ, hogy milyen minőségű és állapotú anyagokból milyen végtermékek keletkeznek.
Nem függ tehát a reakcióhő nagysága a részfolyamatok minőségétől és sorrendjétől, azaz hogy a reakció lassan vagy gyorsan megy végbe, vagy hogy milyen úton vezetjük le a reakciót (a kiindulási anyagokat milyen sorrendben adjuk egymáshoz), feltéve hogy a kívánt termékhez jutunk.
A tétel nevét Germain Hess svájci–orosz kémikusról kapta. 
A tétel következményei: 
- egy megfordítható kémiai reakcióban az oda- és visszaalakulás reakcióhőjének abszolút értéke megegyezik
- a reakcióhőt nem csak megmérni, hanem  ki is lehet számítani: a termékek anyagmennyiségekkel (együtthatókkal) szorzott képződéshőinek összegéből kivonjuk a kiindulási anyagok anyagmennyiségekkel (együtthatókkal) szorzott képződéshőinek összegét , vagy a reagensek együtthatókkal  szorzott kötési energiáinak összegéből kivonjuk a termékek együtthatókkal szorzott kötési energiáinak összegét
- a körfolyamatok részreakcióinak reakcióhőit összegezve zérust kapunk.[1]